# Mračaj (Majur)
Mračaj falu Horvátországban, a Sziszek-Monoszló megyében. Közigazgatásilag Majurhoz tartozik.

## Fekvése
Sziszek városától légvonalban 28, közúton 41 km-re délkeletre, községközpontjától 6 km-re északkeletre, a Mračaj-patak partján fekszik.

## Története
A 15. századtól ez a vidék egyre gyakoribb török támadásoknak volt kitéve. A támadások különösen 1463, Bosznia török kézre jutása után erősödtek fel. A község területe a 16. században már teljesen lakatlan volt. Az állandó török támadások közepette védőpajzsot képezett a török által megszállt és a horvát területek között. Mračaj várát akkori birtokosa a Blagay család építette a növekvő török veszély hatására feltehetően a 16. század első felében. Első írásos említése 1540-ben „Mrachay castrum” néven történt. Lenković Iván uszkók főkapitány a bécsi haditanácsnak írt 1563-as jelentésében két erősséget említ ezen a területen Svinica és Mračaj várait. A szomszédos Kostajnica már 1556-ban török kézre került. Mračaj várát, mely a Blagay család tulajdona volt egészen 1559-ig védte a királyi katonaság, amikor felgyújtották és lerombolták.
Az 1683 és 1699 között zajlott felszabadító harcokat a karlócai béke zárta le, melynek eredményeként a török határ az Una folyóhoz került vissza. 1696-ban a szábor a bánt tette meg a Kulpa és az Una közötti határvédő erők parancsnokává, melyet hosszas huzavona után 1704-ben a bécsi udvar is elfogadott. Ezzel létrejött a Báni végvidék, horvátul Banovina, vagy Banja. A kiürült területre megkezdődött a keresztény lakosság betelepítése. A község területére a török kézen maradt Boszniából horvát lakosság települt át. Az osztrák generálisok védelmi célból a Zrínyi-hegység vidékére a török határövezetből érkezett pravoszláv katonákat, köznevükön martalócokat telepítettek be. Így ez a terület vegyes etnikai összetételű lett. Mračaj is az ekkor betelepített falvak közé tartozik.
A falu 1773-ban az első katonai felmérés térképén „Dorf Mrachay” néven szerepel. Lipszky János 1808-ban Budán kiadott repertóriumában „Mrachaj” néven szerepel.  Nagy Lajos 1829-ben kiadott művében „Mrachaj” néven 37 házzal és 215 katolikus vallású lakossal találjuk. A katonai határőrvidék kialakítása után a Petrinya központú második báni ezredhez tartozott. A katonai közigazgatás megszüntetése után Zágráb vármegye részeként a Petrinyai járás része volt. A Mračaj-patakon egykor malmok egész sora működött.
A településnek 1857-ben 371, 1910-ben 437 lakosa volt. 1918-ban az új szerb-horvát-szlovén állam, majd később Jugoszlávia része lett. Különösen nehéz időszakot élt át a térség lakossága a II. világháború alatt. 1941-ben a németbarát Független Horvát Állam része lett. A délszláv háború előtt lakosságának 56%-a horvát, 31%-a szerb nemzetiségű volt. 1991. június 25-én a független Horvátország része lett. A délszláv háború idején 1991-ben elfoglalták a JNA erői és a szerb szabadcsapatok. A horvát lakosságot elűzték. A Krajinai Szerb Köztársasághoz tartozott. 1995. augusztus 6-án a Vihar hadművelettel foglalta vissza a horvát hadsereg. A szerb lakosság nagyrészt elmenekült. A településnek 2011-ben 186 lakosa volt.

## Népesség
| Lakosság változása | Lakosság változása | Lakosság változása | Lakosság változása | Lakosság változása | Lakosság változása | Lakosság változása | Lakosság változása | Lakosság változása | Lakosság változása | Lakosság változása | Lakosság változása | Lakosság változása | Lakosság változása | Lakosság változása | Lakosság változása |
| ------------------ | ------------------ | ------------------ | ------------------ | ------------------ | ------------------ | ------------------ | ------------------ | ------------------ | ------------------ | ------------------ | ------------------ | ------------------ | ------------------ | ------------------ | ------------------ |
| 1857               | 1869               | 1880               | 1890               | 1900               | 1910               | 1921               | 1931               | 1948               | 1953               | 1961               | 1971               | 1981               | 1991               | 2001               | 2011               |
| 371                | 357                | 341                | 411                | 445                | 437                | 404                | 447                | 449                | 449                | 413                | 366                | 340                | 282                | 229                | 186                |

## Nevezetességei
- Keresztelő Szent János tiszteletére szentelt kápolnája a 19. század második felében épült historizáló stílusban. A kápolna a Sunja völgye fölé emelkedő magaslaton áll, azért már messziről jól látható. Emiatt már a délszláv háború elején 1991 őszén gránáttalálat érte. súlyosan megsérültek a falak, a boltozat és a belső tér. A háború után 1997-ben az elsők között újították fel a kostajnicai ferencesek segítségével. Ismert, hogy a kápolnát a pravoszláv hívek is használták, akik minden évben itt ünnepelték meg Keresztelő Szent János napját.
- A falu 18. századi templomának helye.
- Mračaj várának mára nyoma is alig maradt.